# Carga útil (informática)
En informática y telecomunicaciones la carga útil (payload en inglés) es el conjunto de los datos transmitidos útiles excluyendo otros datos o metadatos que son enviados para facilitar la entrega del mensaje. El término está tomado prestado del transporte de mercancías, donde carga útil se refiere a la parte de la carga que se utiliza para costear el transporte.

## Seguridad
En seguridad de computadoras, la carga útil o payload se refiere a la parte del malware que realiza la acción maliciosa después de haber realizado una penetración exitosa. El exploit es la parte del malware que aprovecha una vulnerabilidad provocando un error. Después de provocar el error, el exploit inyecta una carga útil con el código que se quiere ejecutar en la máquina atacada. La carga útil es la parte independiente del bug que queremos que el ataque ejecute. Por ejemplo, la carga útil puede ejecutar instrucciones para crear un usuario en el sistema remoto, lanzar un shell disponible en un determinado puerto o lograr una conexión de control remoto por VNC en el sistema vulnerado.
Un payload puede ser utilizado por varios exploits y un mismo exploit puede utilizar varios payloads.

## Programación
En la programación de computadoras, el uso más común del término está en el contexto de los protocolos de mensaje, para diferenciar la sobrecarga del protocolo de los datos reales. Por ejemplo, una respuesta del servicio web JSON podría ser:
```
   "datos" :  { 
       "mensaje" :  "¡Hola, mundo!" 
   }
```

La cadena "¡Hola, mundo!" es la carga útil, mientras que el resto es una sobrecarga de protocolo.

## Redes
En las redes de computadoras, los datos a transmitir son la carga útil, pero casi siempre están encapsulados en algún tipo de trama compuesta por bits de trama y una secuencia de verificación de trama. Algunos ejemplos son tramas Ethernet, tramas de Protocolo punto a punto (PPP), tramas de canal de fibra y tramas de módem V.42 .